# Eisenach (Türingia)
Eisenach város Németország Türingia tartományában, a Türingiai erdő északi dombjai és a Hainich Nemzeti Park között.

## Története

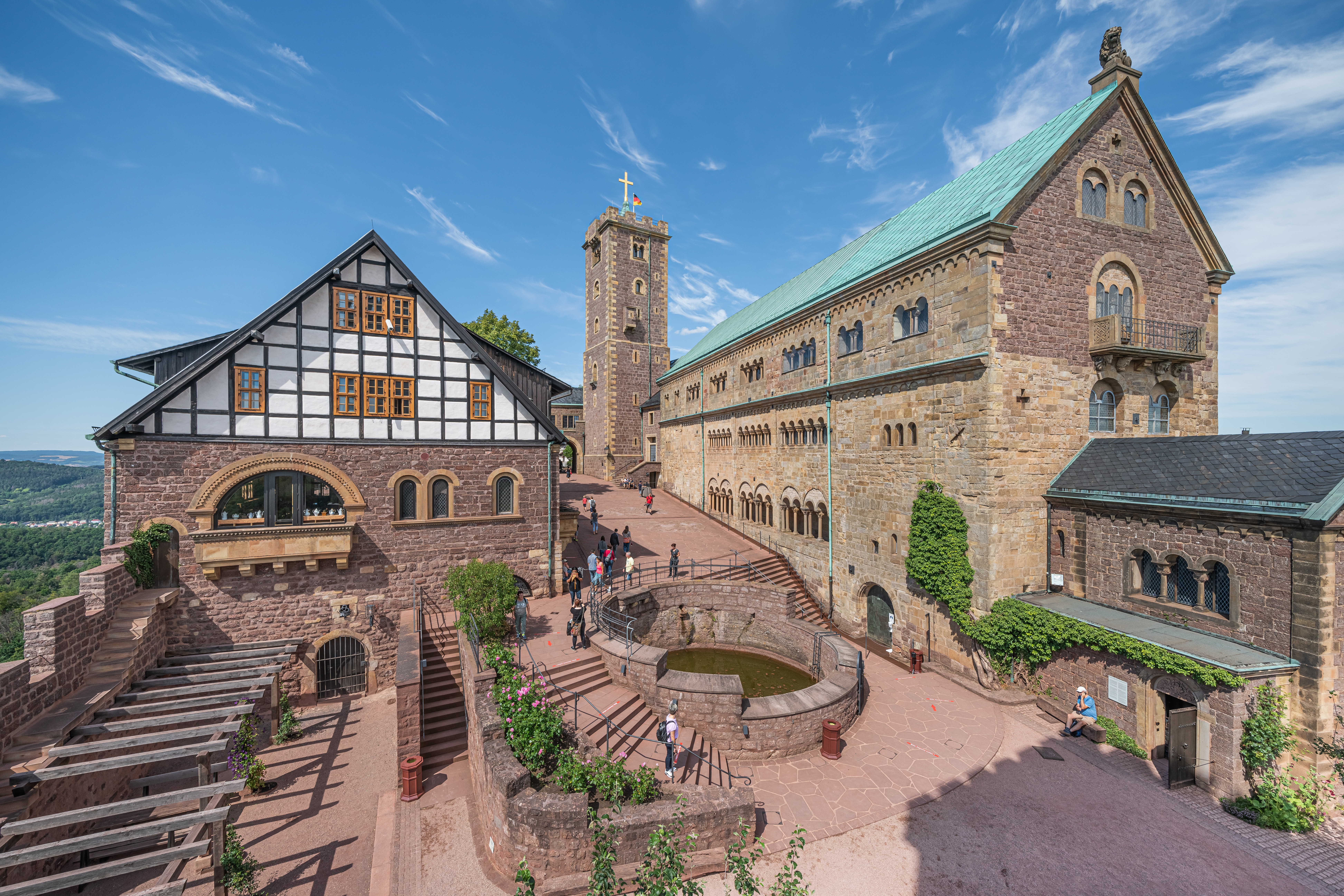
Kút Wartburg várában

Eisenach története szorosan kötődik az 1067-ben épült, ma a világörökség részét képező Wartburg várához. A vár alatt legalább három település alakult ki, amelyek a 12. században egyesültek várossá. Ezt a várost, Eisenachot először 1180-ban említi dokumentum.
A Wartburg hegyén történtekről számos legenda szól, amelyek közül a legismertebb "a Wartburgi énekesverseny", németül Sängerkrieg, a Tannhäuser legenda része.
A türingiai örökösödési háború (1247–1264) után Eisenach a meißeni Wettin család alattvalója lett. Később a mai Türingia területén több miniállam alakult, Eisenach 1521-ben lett önálló hercegség.
1405-ben a város elveszti korábbi státuszát. 1498-ban Luther Márton első alkalommal érkezik a városba. Luther felnőttkorában is Eisenachban talált menedéket Bölcs Frigyes védőszárnya alatt a vallási üldözéstől. Luther a Wartburg kastélyban időzve fordította le német nyelvre az Újtestamentumot.
1751-ben elvesztette függetlenségét és Szászország-Weimar hercegség része lett.
Johann Sebastian Bach szülőhelye, Luther Márton gyermekkorának színhelye. Itt fordította németre Luther az Újtestamentumot. Itt alapították Németország Szociáldemokrata Pártja (SPD) két elődpártja közül az egyiket.

## Gazdasága
Eisenach legfontosabb megélhetési forrása az autóipar. Miután 1991-ben a Wartburg autókat gyártó eisenachi gyár bezárt, az Opel, a General Motors európai leányvállalata nyitott üzemet a város északnyugati részében. Az üzem 1992-ben nyílt és 1998-ban Helmut Kohl kancellár társaságában meglátogatta Bill Clinton amerikai elnök, jelezve, hogy az Amerikai Egyesült Államok támogatja Németország kommunista uralom alól szabadult keleti felének fejlesztését. A BMW-nek és a Bosch-nak szintén vannak üzemei a városban.

## Lakosság
| - 1830: 8 698 - 1880: 18 624 - 1885: 19 743 - 1890: 21 399 - 1905: 35 153 - 1910: 38 362 - 1925: 43 385 - 1933: 44 695 - 1939: 52 826 - 1946: 51 834 - 1950: 51 777 | - 1960: 48 109 - 1970: 50 918 - 1981: 50 674 - 1984: 51 044 - 1985: 50 559 - 1994: 46 008 - 1995: 45 337 - 1996: 45 007 - 1997: 44 733 | - 1998 – 44 368 - 1999 – 44 499 - 2000 – 44 442 - 2001 – 44 242 - 2002 – 44 306 - 2003 – 44 081 - 2004 – 43 915 - 2005 – 43 727 - 2006 – 43 640 |

## Kerületei

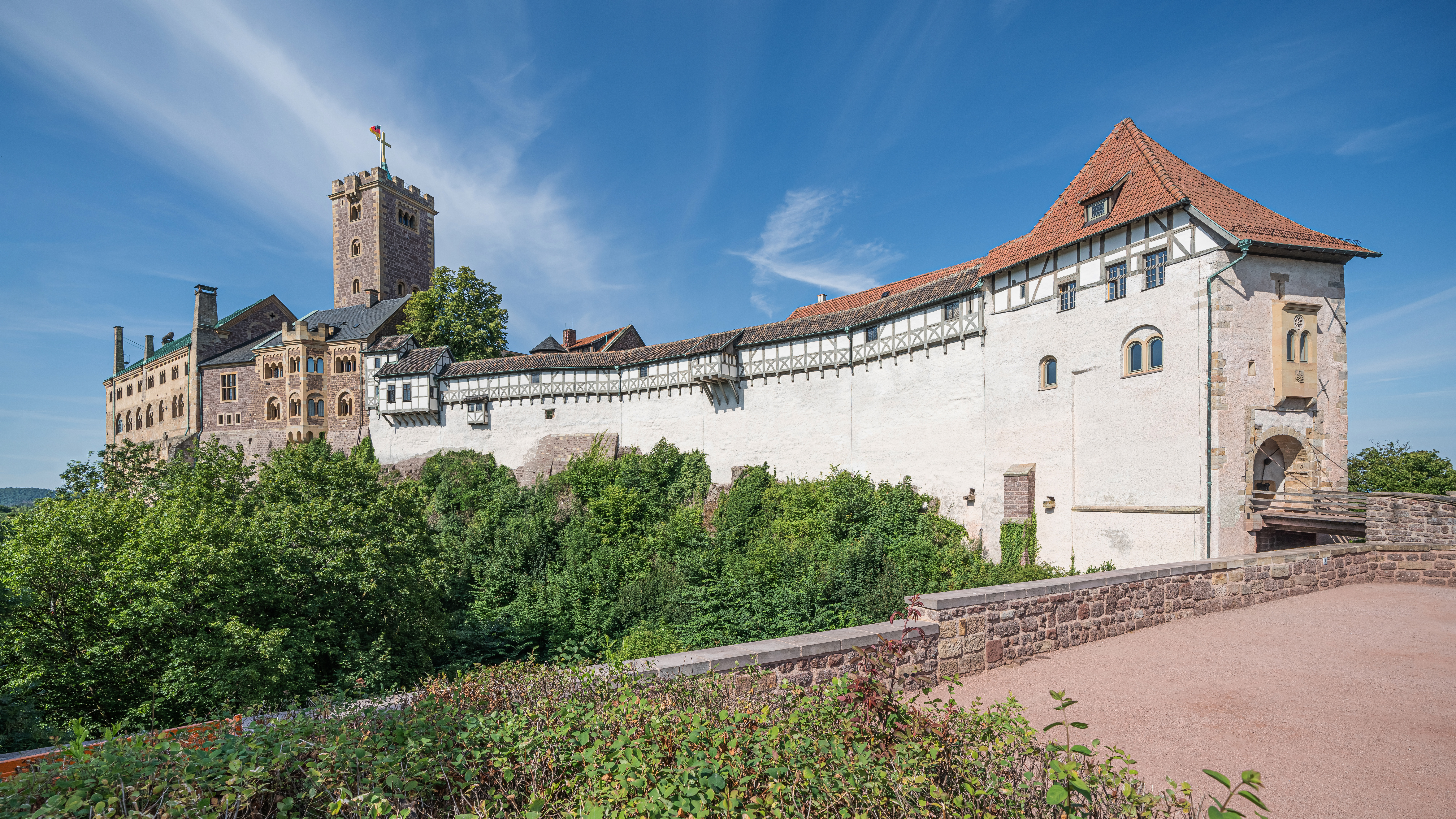
A Wartburg vár látképe

- Berteroda
- Hötzelsroda
- Madelungen
- Neuenhof-Hörschel
- Neukirchen
- Stockhausen
- Stedtfeld
- Stregda
- Wartha-Göringen
- Hofferbertaue

## Média

### Újságok
- Thüringer Allgemeine
- Thüringische Landeszeitung
- Allgemeiner Anzeiger

Az 1534-es Luther-biblia címlapjáról

- ZGT Zeitungsvertriebsgesellschaft mbH
- diggla Magazin Diggla (városmagazin)
- Moment (Kulturmagazin)
- Hallo Eisenach zum Sonntag

### Rádiók
- Wartburg Radio 96,5 MHz
- MDR 1 Radio Thüringen – Studio Eisenach

## Testvérvárosai
- Németország Marburg an der Lahn, Hessen, 1988 óta
- Franciaország Sedan, 1991 óta
- USA Waverly, 1992 óta
- Dánia Skanderborg, 1993 óta
- Fehéroroszország Mahiljov, 1996 óta
- Magyarország Sárospatak, 2008 óta

## Látnivalók
- Johann Sebastian Bach-emlékmű
- Luther Márton-emlékmű
- Egyetemi hallgatók emlékműve
- Orvosok emlékműve

## A város szülöttei
- Ernst Abbe asztronómus, matematikus, fizikus
- Alfred Appelius az utolsó Szász-Weimar-Eisenachi elnök
- Alexander Kaiser zenész
- Wolfgang Arnold festő
- Johann Ernst Bach zeneszerző
- Johann Georg Bach, Johann Ernst Bach fia
- Johann Nikolaus Bach zeneszerző
- Johann Sebastian Bach zeneszerző
- Thomas Karsten, fotográfus